# سیارک ۱۸۵۶۳۳
سیارک ۱۸۵۶۳۳ (به انگلیسی: 185633 Rainbach، نامگذاری:2008DO) صد و هشتاد و پنج هزار و ششصد و سی و سومین سیارک کشف شده‌است که در ۲۴ فوریه ۲۰۰۸ کشف شد.